# Curtiss SC Seahawk
Curtiss SC Seahawk là một loại thủy phi cơ trinh sát do hãng Curtiss Aeroplane and Motor Company thiết kế, nó được trang bị cho Hải quân Hoa Kỳ. Những loại Curtiss SO3C Seamew và Vought OS2U Kingfisher được thiết kế vào năm 1937 và đến năm 1942 cần phải thay thế chúng.

## Biến thể
XSC-1
SC-1
SC-2

## Tính năng kỹ chiến thuật (SC-1, có phao nổi)
Dữ liệu lấy từ Dave's Warbirds and The Virtual Aviation Museum

### Đặc điểm riêng
- Tổ lái: 1
- Chiều dài: 36 ft 4,5 in (11 m)
- Sải cánh: 41 ft (12,5 m)
- Chiều cao: 18 ft (5,48 m)
- Diện tích cánh: 280 ft² (26 m²)
- Trọng lượng rỗng: 6.320 lb (2.867 kg)
- Trọng lượng có tải: 9.000 lb (4.082 kg)
- Trọng lượng cất cánh tối đa: 9.000 lb (4.082 kg)
- Động cơ: 1 × Wright R-1820-62 Cyclone, 1.350 hp (1.007 kW)

### Hiệu suất bay
- Vận tốc cực đại: 313 mph (272 kn, 504 km/h)
- Vận tốc hành trình: 125 mph (113 kn, 210 km/h)
- Tầm bay: 625 mi (543 nmi, 1,000 km)
- Trần bay: 37.400 ft (11.400 m)
- Lực nâng của cánh: 32,19 lb/ft² (157 kg/m²)

### Vũ khí
- 2 × súng máy M2 Browning.50 (12,7 mm)
- 750 lb (340 kg) vũ khí khác